# Little Nicky
Little Nicky (geboren am 17. Oktober 2004) ist die erste Katze und auch das erste Haustier, das als Klon kommerziell vermarktet wurde. Der Kater wurde aus der DNA einer 19 Jahre alten Maine-Coon-Katze reproduziert. Little Nickys Frauchen, eine Frau aus Nordtexas namens Julie bezahlte 50.000 US-Dollar um Little Nicky aus ihrer Katze Nicky, die 2003 verstarb, klonen zu lassen.
Die Biotechnikfirma Genetic Savings & Clone war für das Klonen verantwortlich. Bisher traten keine unerwünschten Nebenwirkungen auf. Die Besitzerin sagte, die Katze habe denselben Charakter wie ihre alte Katze. Wissenschaftler erklärten allerdings, dass es sich nicht um das gleiche Tier handele und auch Klone nicht unbedingt die gleiche Fellzeichnung haben müssen. Während Tierärzte vor gesundheitlichen Nebenwirkungen warnten, sagte die Klonfirma, dass sich durch das Klonen die Gesundheit der Tiere stark verbessere. Die Firma versuchte dies auch auf Hunde auszudehnen und stärker auf dem Heimtiermarkt Fuß zu fassen, schloss jedoch bereits 2006.
Die Humane Society of the United States und andere Tierrechtsorganisationen prangerten das Klonen an. Sie argumentierten die 50.000 US-Dollar wären besser angelegt gewesen, wenn man damit einige der Millionen Tiere, die jährlich in den USA eingeschläfert werden vor dem Tod gerettet hätte.